# Tredrizzick
Tredrizzick – wieś w Anglii, w Kornwalii. Leży 67 km na północny wschód od miasta Penzance i 350 km na zachód od Londynu.